# Гезамткунстверк

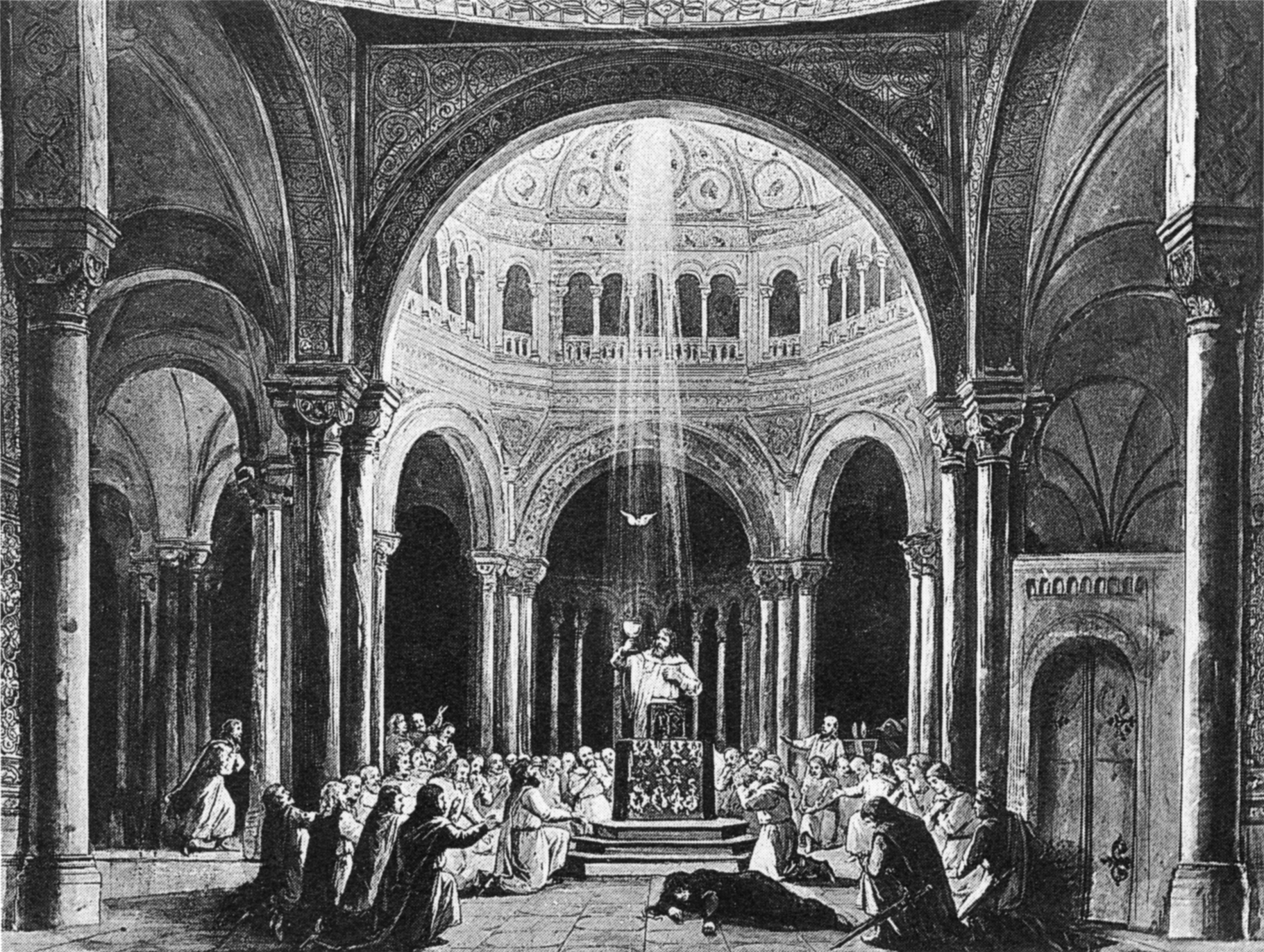
Постановка музыкальной драмы «Парсифаль» Рихарда Вагнера в Байройте, 1882. Многие рецензенты того времени видели в «Парсифале» первый гезамткунстверк

Единение искусств (нем. Gesamtkunstwerk — «объединённое произведение искусства», «единое произведение искусства» или «синтетическое произведение искусства») — творческая концепция единения искусств (вариант: единого произведения искусства), в основу которой положена идея взаимодействия элементов различных видов искусства в рамках одного произведения.

## Общая характеристика
Концепцию «гезамткунстверка» принято отличать как от обычного изначального синкретизма, так и от искусственного синтеза произведений разных видов искусства. Синтез искусств предполагает включение произведения одного вида искусства в более широкое целое (например, монументальной росписи, мозаики или скульптуры в пространство архитектуры). Идея «гезамткунстверка» основывается на равноправном взаимодействии. Синтез вторичен (после естественного в истории размежевания и самоопределения видов искусства); «единение искусств», по утверждению создателей этой концепции композитора Рихарда Вагнера и архитектора Готфрида Земпера, изначально присуще целостному по своей природе художественному мышлению и было лишь нарушено буржуазно-потребительским отношением к художественному творчеству в XIX веке.
По категоричному утверждению русского философа Г. Г. Шпета синтез искусств — одна из «химер искусствознания», самая «вздорная во всемирной культуре идея… Лишь теософия, синтез религий, есть пошлый вздор, равный этому».
Термин «гезамткунстверк» (в отличие от понятия синтеза искусств) имеет конкретно-исторический смысл и его применение должно быть ограничено хронологическими границами. Тем не менее, его используют в разных контекстах для обозначения понятия «универсального произведения искусства», «идеального произведения искусства», «единого произведения искусства», «тотального произведения», «синтетического произведения искусства», что совершенно неприемлемо с методологической точки зрения.
Ещё одна концепция сводится к тому, что феномен «гезамткунстверка» основывается на категории возвышенного, что является важной составляющей идеологии Нового времени.

## Возникновение термина
Термин «гезамткунстверк» появился в немецкой философии эпохи романтизма. Это понятие использовано в работе немецкого философа и теолога Карла Фридриха Трандорфа в 1827 году. Однако идея «единого произведения искусства» находит свои параллели и в ранних художественных формах — архаической культуре древней Греции и, в частности, в древнегреческом театре. В 1849 году термин гезамткунстверк употребил композитор Рихард Вагнер для описания специфики и утверждения особой природы музыкального театра, в частности, музыкальной драмы. «Гезамткунстверк» остается важным понятием истории и теории искусства и подразумевает создание «идеального в своем единстве произведения искусства».

## Гезамткунстверк и концепция Рихарда Вагнера
Теорию единого происхождения всех видов «изящных», а также бифункциональных (прикладных) видов искусства и художественных ремёсел на основе формообразующих принципов архитектуры разрабатывал в середине XIX столетия немецкий архитектор Готфрид Земпер. В 1843 году из Парижа в Дрезден приехал композитор Рихард Вагнер для постановки в местном театре, возведенном по проекту Готфрида Земпера, оперы «Летучий голландец». Земпера и Вагнера сблизили общие идеи, мечты о преодолении раздробленности видов искусства и создании «большого стиля». Вагнер мечтал о единстве драмы, поэзии и музыки, как это было у древних греков. Земпер искал общие закономерности формообразования в архитектуре, орнаменте и художественных ремёслах. По мнению обоих, такой синтез уже существовал однажды, в античности, он возможен и в искусстве будущего, когда музыка, драма, танец, архитектура и изобразительное искусство снова сольются в единое ремесло и «перестанут быть праздной забавой в руках скучающих бездельников». Однако в мае 1848 года в Германии разразилась революция, художники оказались на баррикадах, а после подавления восстания вынуждены были эмигрировать. Вагнер бежал в Швейцарию, Земпер уехал во Францию, собирался перебраться в Северную Америку, но получил приглашение приехать в Лондон для участия в подготовке экспозиции первой Всемирной выставки 1851 года

## Концепция «гезамткунстверк» в архитектуре и дизайне

#### Идеи Годфрида Земпера
Годфрид Земпер, как и другие прогрессивно мыслящие художники, был удручен несоответствием функции, формы и декора многих изделий промышленного производства. Новые «машинные» формы декорировали не соответствующим их конструкции «готическим» или «рокайльным» орнаментом. После проведения выставки Земпер опубликовал книгу под названием «Наука, промышленность и искусство» с подзаголовком «Предложения по улучшению вкуса народа и в промышленности в связи с Всемирной промышленной выставкой в Лондоне в 1851 году». С 1855 года Земпер жил и работал в Швейцарии, создавал свой основной (оставшийся незавершённым) труд «Стиль в технических и тектонических искусствах», или «Практическая эстетика» (нем. «Praktische Aesthetik»). Основная идея этого труда заключалась в разработке «практической теории», позволяющей преодолеть пагубное разделение искусства на «высокие» и «низкие» жанры, идеалистические устремления и материальную сторону творчества, проектирование (утилитарное формообразование) и последующее украшение изделий. Земпера занимал вопрос о месте технических форм в общем развитии культуры. Этот вопрос он пытался разрешить, обратившись к истории классического искусства и выявляя закономерности связи функции и формы изделий в различных условиях. В статьях и лекциях лондонского периода («Набросок системы сравнительной теории стилей», «Об отношении декоративного искусства к архитектуре») Земпер доказывал необходимость применения новой методологии. Вместо господствовавшей в то время академической теории о происхождении трёх видов «изящных искусств» (итал. belli arti, франц. beaux arts), живописи, ваяния и зодчества, из искусства рисунка, «как это было у древних», немецкий архитектор и теоретик смело предположил первенство ремёсел и технологии обработки материалов. Поэтому Земпера справедливо считают не только одним из создателей «гезамткунстверка», но и «отцом дизайна».

#### Единое произведение искусства и Баухаус
Идеологию единения искусств развивали представители школы Баухаус (1919—1933). Её директор Вальтер Гропиус утверждал, что наполнение интерьера предметами обстановки должно поддерживать общую архитектурную концепцию. Текстиль, мебель и осветительные приборы должны подчиняться единой художественной идее. Отчасти концепция единого произведения искусства, реализованная в Баухаусе, была ориентирована на создание идеальной формы.

#### Идея Гезамткунстверк и «стиль модерн»
Стремление к взаимодействию произведений различных видов искусства декларировали художники периода модерна. Архитектурные особенности сооружения, в частности в проектах Анри ван де Велде и других архитекторов, находили пластическое продолжение в формах дверных ручек, рисунке ковров, конструкции светильников и даже в рисунке домашнего платья хозяйки дома.

## В изобразительном искусстве
Идея взаимодействия произведений разных видов искусства доминировала в культуре Высокого Возрождения в Италии в первой четверти XVI века, например, в творчестве Микеланджело, стремившегося охватить своим искусством всё пространство собора Св. Петра (проект гробницы Папы Юлия II: единение архитектуры и скульптуры) или пространство Сикстинской капеллы в Ватикане (единение архитектуры и монументальной росписи). Однако такие грандиозные работы подразумевали сохранение специфики произведений разных видов искусства: скульптуры, живописи, архитектуры в едином ансамбле. Это именно синтез (лучше: взаимодействие, поскольку оно может не достигать целостности), но не гезамткунстверк. Идея достижения гармонии формы, качеств и способов обработки материала и функции изделий ручных художественных ремёсел составляла основу концепции движения «Искусства и ремёсла» в Англии конца XIX века. Но эта идея соотносится с принципами деятельности, которую спустя полвека назовут дизайном, и она тоже не имеет отношения к идее «гезамткунстверка». Однако близкие гезамткунстверку идеи развивали совместно поэт Иоганн Вольфганг фон Гёте и живописец Филипп Отто Рунге.

## В музыке
Идея «гезамткунстверка» имела важное значение для истории музыки. Под влиянием концепции единого произведения искусства Вагнер создал Фестивальный театр в Байрейте, для которого предназначал свою последнюю музыкальную драму «Парсифаль». Рихард Вагнер сумел воплотить свои идеи в собственных операх и в целом, в концепции «музыкальной драмы будущего». Создание универсального произведения искусства на основе музыкального театра было одной из востребованных идей символизма (рубеж XIX и XX веков), например в «Дягилевских русских балетных сезонах» в Париже. Аналогичные идеи в области светомузыки разрабатывали Скрябин и Кандинский.

## Другие виды искусств
Отчасти концепция Гезамткунстверк отражена в искусстве кино.